# Жешув-Ясёнка
Международный аэропорт Жешув-Ясёнка (пол. Port lotniczy Rzeszów-Jasionka; ИАТА: RZE, ИКАО: EPRZ) — международный аэропорт, расположенный в Подкарпатском воеводстве (Польша), в 14 километрах от центра города Жешув в деревне Ясёнка. Аэропорт имеет вторую по длине взлётно-посадочную полосу после аэропорта им. Шопена в Варшаве.

## История

### 40-50-е
Аэропорт начал существовать во времена немецкой оккупации, когда в 1940 году в деревне Ясёнка была построена, для военных целей, взлётно-посадочная полоса имевшая размеры 1200 на 40 метров.
В 1944 году аэропорт был полностью уничтожен немецкими войсками. В этом же году аэропорт перешёл под контроль советских войск. Позднее был перестроен, и в 1949 году открыт для воздушного движения.

### 50-90-е
Другим важным этапом в истории аэропорта стал 1959 год и переход управления аэропортом от компании LOT Polish Airlines к Управлению воздушного движения и связи аэропортов. С тех пор аэропорт был модернизирован: построены новый аэровокзал, перрон, рулёжные дорожки, взлётно-посадочная полоса и башня управления движением. Именно в этот период и в 1970-е годы процветали внутренние рейсы в Варшаву, Гданьск, Познань, Кошалин, Вроцлав и Щецин, что позволило аэропорту Жешува обслуживать более 100 000 пассажиров в год.
1 апреля 1974 года аэропорт Жешув-Ясёнка стал международным аэропортом и одновременно дополнительным аэропортом для варшавского аэропорта Окенце. В 1987 году было создано государственное предприятие Porty Lotnicze (рус. Аэропорты Польши), которое объединило все аэропорты в Польше. Аэропорт Жешув-Ясёнка был включён в его структуру до конца июня 2009 года.
Видимые изменения и постепенное развитие динамики воздушного движения начались только в конце 1990-х годов. Сначала были запущены грузовые и пассажирские чартерные рейсы в Азербайджан, а затем в Грузию, что сделало аэропорт лидером среди национальных региональных аэропортов по количеству отправленных грузов. В 1996 году авиакомпания LOT Polish Airlines возобновила регулярные рейсы в Варшаву из аэропорта.

### Настоящее время
В июне 2007 года было открыто первое трансатлантическое сообщение с Ньюарком (США); вскоре после этого из аэропорта начали летать чартеры в Тунис и Египет.

## Авиакомпании и направления
| Авиакомпания | Направления                                                             |
| ------------ | ----------------------------------------------------------------------- |
| LOT          | Варшава Гданьск Ольштын Нью-Йорк (Ньюарк) Риека Задар                   |
| Ryanair      | Бристоль Ист-Мидлендс Лондон (Лутон) Лондон (Станстед) Манчестер Дублин |
| Wizz Air     | Лондон (Лутон) Осло (Торп) Эйндховен Бургас                             |

## Статистика
| Год  | Пассажиропоток | Изменения % | Рейсы |
| ---- | -------------- | ----------- | ----- |
| 2008 | 320 115        |             | 3 446 |
| 2009 | 380 711        | ▲ 18,9 %    | 4 263 |
| 2010 | 451 720        | ▲ 18,7 %    | 4 863 |
| 2011 | 487 740        | ▲ 8,0 %     | 5 226 |
| 2012 | 562 934        | ▲ 15,4 %    | 5 925 |
| 2013 | 588 148        | ▲ 4,5 %     | 6 499 |
| 2014 | 599 483        | ▲ 1,9 %     | 6 533 |
| 2015 | 641 146        | ▲ 6,9 %     | 6 324 |
| 2016 | 662 024        | ▲ 3,3 %     | 6 211 |
| 2017 | 691 708        | ▲ 4,5 %     | 6 361 |
| 2018 | 769 475        | ▲ 11,2 %    | 7 222 |
| 2019 | 769 252        | ▬ 0,0 %     | 7 443 |
| 2020 | 234 355        | ▼ 69,5 %    | 3 005 |
| 2021 | 253 210        | ▲ 8,0 %     | 3 278 |